# Националистическая партия Бангладеш
Националистическая партия Бангладеш (бенг. বাংলাদেশ জাতীয়তাবাদী দল Bangladesh Jatiotabadi Dôl) — крупнейшая правоцентристская политическая партия Бангладеш.

## История
Националистическая партия Бангладеш была основана в сентябре 1978 года президентом Зиауром Рахманом, в результате объединения ряда разнородных политических организаций правого, центристского, левого толка и всех противников Лиги Авами. Победив на парламентских выборах 1979 года, НПБ сформировала однопартийное правительство. Находилась у власти до 1982 года. После смерти 30 мая 1981 года Зиаура Рахмана после очередного военного переворота, партию возглавила в 1984 году его вдова — Халеда Зиа. Партия находилась в оппозиции режиму генерала Эршада, в 1991 году выиграла парламентские выборы и стала первой женщиной премьер-министром в истории страны. Однако «Лига Авами» во главе с Шейх Хасиной, одной из дочерей Муджибура Рахмана, пришла к власти в результате следующих выборов 1996 года, но снова проиграла Националистической партии Бангладеш в 2001 году, получившей 191 из 300 избираемых мест в парламенте (ещё 30 мест были отведены женщинам).
На протяжении более чем десяти лет партия находится в оппозиции.
В конце 2013 — начале 2014 года НПБ стала инициатором бойкотирования парламентских выборов, объявив транспортную блокаду, а её сторонники начали пускать под откос поезда. После проведения выборов партия потребовала признать их результаты недействительными и призвала провести ещё одну 48-часовую всеобщую забастовку.

## Идеология
НПБ заявляет о стремлении отстаивать независимость, единство и суверенитет Бангладеш. 4 основных принципа партии – вера во всемогущество Аллаха, демократия, бенгальский национализм и социально-экономическая справедливость. Партия придерживается рыночных принципов экономики, выступает против коммунизма, социализма, расширения индийско-бангладешского сотрудничества и региональной интеграции. НПБ обещает за счет поощрения частного предпринимательства обеспечить развитие сельского хозяйства, промышленности и медицинского обслуживания населения, бороться с бедностью, безработицей и коррупцией.